# Hegyeshalom
Hegyeshalom é uma vila da Hungria, situada no condado de Győr-Moson-Sopron. Tem 52,66 km² de área e sua população em 2019 foi estimada em 3.387 habitantes.